# マヌルパン
マヌルパン（朝鮮語: 마늘빵）は、ガーリックトーストの一種で、軟らかい丸型のフランスパンをガーリックバター液に浸し、切り込みを入れて、砂糖やはちみつで甘みを加えたクリームチーズを挟んだパンである。マヌルパンの「マヌル」（朝鮮語: 마늘）は朝鮮語でニンニクを意味する。韓国では屋台料理として人気がある。

## 日本での商品化
2021年10月にフジパンから東北・関東エリア限定で発売された。
コンビニエンスストアのローソンは2022年2月からナチュラルローソンで販売している。セブン-イレブンでは同年2月7日より全国の店舗において「アジアングルメフェア」の商品のひとつとしてマヌルパンを販売している。